# Tipula diflava
Tipula diflava är en tvåvingeart som beskrevs av Alexander 1919. Tipula diflava ingår i släktet Tipula och familjen storharkrankar. Inga underarter finns listade i Catalogue of Life.